# 小池銈
小池 銈（こいけ けい、1925年11月17日 - ）は、日本の英文学者、翻訳家。
東京大学教養学部教授を経て、同名誉教授。

## 人物
東京出身。本名・銈次。1952年東京大学文学部英文科卒、1951年東京大学教養学部助手、助教授、教授、1986年定年退官、名誉教授。
1981年から1984年にかけて日本英文学会会長を務めた。
アイザイア・バーリンなど思想史的な翻訳を行ったほか、深井 淳（ふかい じゅん）の筆名でミステリーの翻訳がある。

## 著作
- 『小池銈著作抄』松柏社 2005（限定出版）

### 翻訳
- 『忙しい蜜月旅行』（ドロシイ・セイヤーズ、深井淳訳、早川書房、世界探偵小説全集） 1958
- 『お楽しみの埋葬』（エドマンド・クリスピン、深井淳訳、早川書房） 1959 / ハヤカワ・ミステリ文庫 1979
- 『若き世代の発言』（トム・マシュラー編、橋口稔共訳、南雲堂） 1959
- 『ガリポリ戦記』（アラン・ムーアヘッド、筑摩書房 現代世界ノンフィクション全集） 1968、新版1978
- 『自由論』（アイザイア・バーリン、生松敬三・小川晃一・福田歓一共訳、みすず書房）、旧版（全2巻）1971／（全1巻）1979、新版2018ほか
- 『父と子 トゥルゲーネフと自由主義者の苦境』（アイザイア・バーリン、みすず書房） 1977
- 『名士小伝』（ジョン・オーブリー、橋口稔共訳、冨山房百科文庫） 1979
- 『ヴィーコとヘルダー 理念の歴史・二つの試論』（アイザイア・バーリン、みすず書房） 1981
- 「壺葬論」（トマス・ブラウン、筑摩書房『澁澤龍彦文学館3 脱線の箱』） 1991
- 『トマス・ド・クインシー著作集』（国書刊行会、全4巻） 1995 - 第1巻に参加